# ۱۲۲۰ (خورشیدی)
۱۲۲۰ هزار و دویست و بیستمین سال هجری خورشیدی است.

## زادگان
- جهانشاه‌خان امیرافشار : رئیس ایل افشار و ملاک معروف زنجان.